# Dystopia (메가데스의 음반)
| 전문가 평가          | 전문가 평가 |
| 총 점수              | 총 점수     |
| 출처                 | 점수        |
| -------------------- | ----------- |
| AnyDecentMusic?      | 7.0/10      |
| 메타크리틱           | 69/100      |
| 평가 점수            |             |
| 출처                 | 점수        |
| AllMusic             | [ 3 ]       |
| Blabbermouth.net     | 8.5/10      |
| Consequence of Sound | C+          |
| Exclaim!             | 6/10        |
| Kerrang!             | [ 7 ]       |
| The Guardian         | [ 8 ]       |
| Metal Hammer         | [ 9 ]       |
| NOW                  | [ 10 ]      |
| PopMatters           | 6/10        |
| Rolling Stone        | [ 12 ]      |

《Dystopia》는 미국의 스래시 메탈 밴드 메가데스의 열다섯 번째 스튜디오 음반이다. 이 음반은 2016년 1월 22일, 유니버설을 통해 프론트맨이자 기타리스트인 데이브 머스테인의 트레이드크래프트 레이블에서 발매되었다. 이 음반은 기타리스트 키코 루레이로가 참여한 첫 번째 메가데스 음반으로, 드러머 크리스 애들러와 함께한 유일한 음반이자 베이시스트 데이비드 엘렙슨과 함께한 마지막 음반이다. 이 음반은 머스테인과 크리스 레이크스트로가 프로듀싱했으며 브렌트 엘리엇 화이트가 커버 아트를 맡았다.
《Dystopia》의 녹음에 앞서 오랜 드러머 숀 드로버와 기타리스트 크리스 브로더릭이 밴드에서 탈퇴한다고 발표했다. 이 음반의 역할은 각각 램 오브 갓 드러머 크리스 애들러와 앙그라 기타리스트 키코 루레이로가 맡았다. 애들러는 음반 발매 직후 램 오브 갓으로 돌아와 드러머 더크 버뷰렌으로 교체되었다.
메가데스의 이전 음반인 2013년 《Super Collider》에 대한 미온적인 반응 이후, 《Dystopia》는 비평가들로부터 대체로 호의적인 반응을 받아 밴드의 복귀작으로 평가받았다. 이 음반은 2020년 11월 기준으로 메타크리틱 점수 69/100을 기록하고 있다. 이 음반은 빌보드 200 차트에서 3위로 데뷔했으며, 《Dystopia》는 1992년에 2위를 기록한 《Countdown to Extinction》에 이어 미국에서 두 번째로 높은 차트에 오른 음반이 되었다. 또한, 이 타이틀곡은 11번의 후보 지명 실패 후 제59회 그래미 어워드에서 첫 그래미 어워드 (최우수 메탈 퍼포먼스 부문)을 수상했다.

## 배경
2013년 6월, 메가데스는 열네 번째 스튜디오 음반인 《Super Collider》를 발매하여 엇갈린 비판을 받았다. 음반 발매 후 몇 달 동안 프론트맨이자 기타리스트인 데이브 머스테인은 자신과 밴드의 나머지 멤버들이 이미 후속 조치에 대해 논의하기 시작했다고 밝혔는데, 이는 당시 슬레이어 기타리스트 제프 한네만의 사망으로 인해 머스테인에게 치명적인 느낌을 준 것으로 알려진 긴급한 상황이었다.
2014년 동안 밴드는 음반의 사전 제작을 시작하겠다는 의사를 발표했다. 밴드는 2013년 12월부터 새로운 자료 작업을 해왔으며, 2014년 1월에 머스테인은 이미 많은 리프가 녹음을 위해 작성되었다고 밝혔다. 2014년 5월, 그가 떠나기 전에 숀 드로버는 자신과 머스테인이 스튜디오에 들어와 몇 가지 데모 아이디어를 추적하기 시작했다고 밝혔다. 밴드는 원래 2014년 8월에 녹음하고 2015년에 음반을 발매할 계획이었다. 대신, 그해 10월에야 새로운 자료를 시연하고, 2015년 1월에 녹음을 시작할 계획이었다. 머스테인은 2014년 여름 투어 일정이 줄어들었기 때문에 밴드가 작곡에 더 많은 시간을 할애할 수 있었다고 설명했다.
또한 2014년에는 여러 어려움이 밴드에 닥쳤다. 5월에는 베이시스트 데이비드 엘렙슨이 동생 엘리엇을 암으로 잃었고, 그 후 밴드는 예정된 여러 공연을 취소했다. 10월 4일에는 머스테인의 알츠하이머병에 걸린 시어머니가 캠프장에서 실종되었다. 그녀의 유해는 11월 26일에 발견되었다. 또한 드러머 숀 드로버와 기타리스트 크리스 브로더릭은 그해 11월 밴드에서 사임한다고 발표했다. 두 사람은 나중에 새로운 밴드인 액트 오브 디파이언스로 활동하게 된다.
모든 것에도 불구하고 엘렙슨은 밴드가 2015년 초에 음반 작업을 시작할 의향이 있다고 발표했다. 엘렙슨은 또한 이 음반이 브로더릭과 드로버의 후임자를 결정하는 데 "도움이 될 것"이라고 제안했다.

## 커버 아트
커버 아트는 종말물 접근 방식을 제안받은 뉴욕 아티스트 브렌트 엘리엇 화이트가 제작했다. 빅 래틀헤드는 리벳으로 고정된 바이저 대신 가상 현실 헤드셋을 착용하고 귀에 금속 캡 대신 헤드셋을 착용한 채 마스크를 닮은 마우스피스를 착용한 사이보그로 묘사된다. 자유의 여신상과 가타나를 닮은 사이보그의 머리를 들고 있는 포즈는 《7인의 사무라이》에게 경의를 표하는 것이다. 이 배경에는 버려진 도시를 배경으로 한 《12 몽키즈》, 시드니 하버 브리지 아래에 빅을 배치한 《매드 맥스》, "미숀의 노예가 된 좀비 친구들과 같은 드론"이 등장하는 《워킹 데드》가 등장한다. 2016년 《번!》 매거진 독자 팝 폴에서 이 커버는 베스트 음반 커버를 수상했다.

## 곡 목록
모든 곡들은 특별한 언급이 없는 한 데이브 머스테인에 의해 작사/작곡하였다.
| #   | 제목                           | 작사·작곡               | 재생 시간 |
| --- | ------------------------------ | ----------------------- | --------- |
| 1.  | 〈The Threat Is Real〉         |                         | 4:22      |
| 2.  | 〈Dystopia〉                   |                         | 5:00      |
| 3.  | 〈Fatal Illusion〉             |                         | 4:16      |
| 4.  | 〈Death from Within〉          |                         | 4:48      |
| 5.  | 〈Bullet to the Brain〉        |                         | 4:29      |
| 6.  | 〈Post American World〉        | 머스테인, 키코 루레이로 | 4:25      |
| 7.  | 〈Poisonous Shadows〉          | 머스테인, 루레이로      | 6:02      |
| 8.  | 〈Conquer or Die!〉 (기악)     | 머스테인, 루레이로      | 3:33      |
| 9.  | 〈Lying in State〉             |                         | 3:34      |
| 10. | 〈The Emperor〉                |                         | 3:54      |
| 11. | 〈Foreign Policy〉 (피어 커버) | 리 빙                   | 2:28      |